# Giuseppe Galante

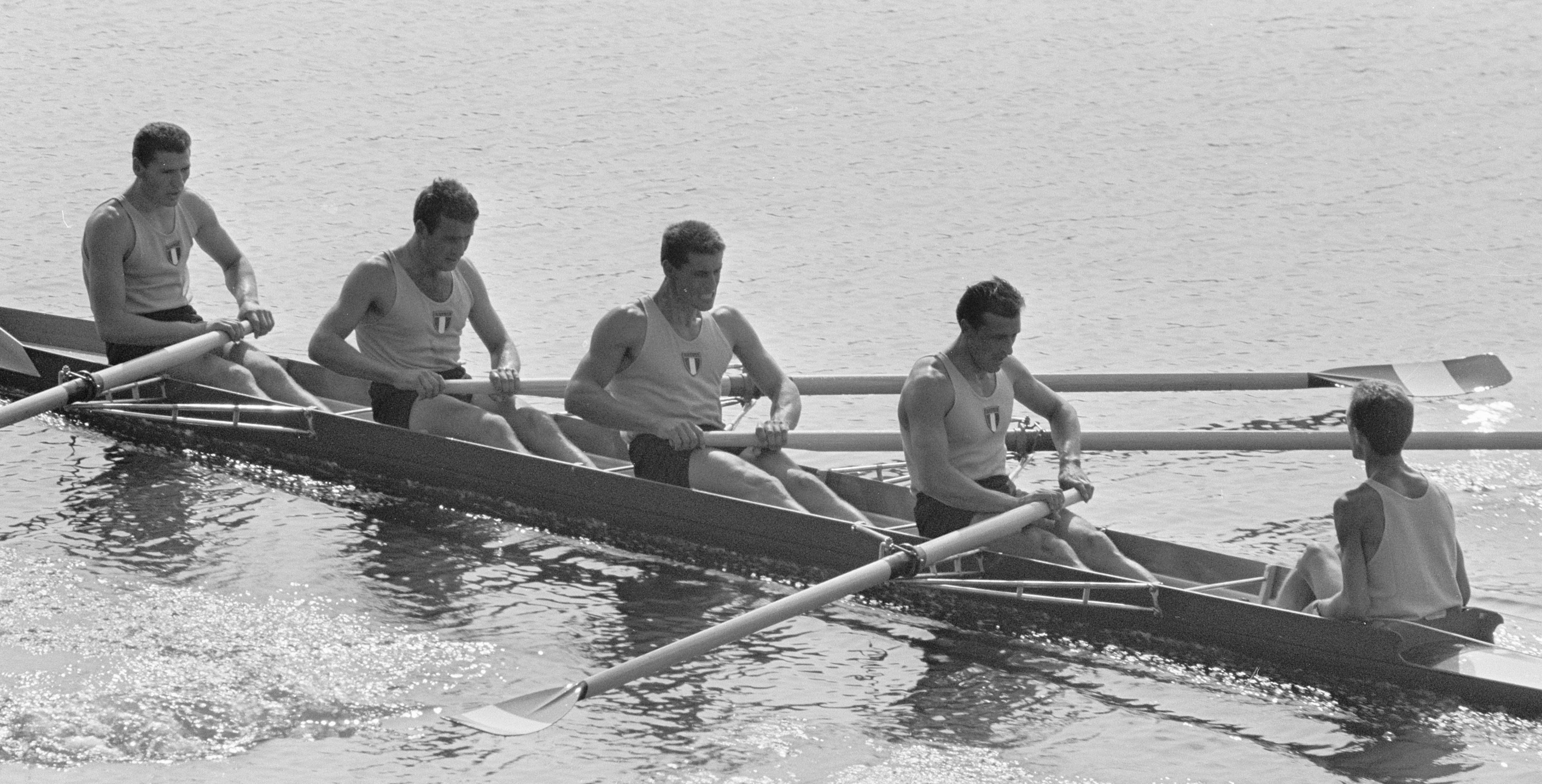
Der italienische Vierer mit Steuermann bei den Europameisterschaften 1964, Galante ist der Zweite von links.

Giuseppe Galante (* 2. September 1937 in Domaso; † 20. Dezember 2021 in Rom) war ein italienischer Ruderer, der zwei olympische Medaillen gewann.
Der 1,78 m große Giuseppe Galante ruderte bei den Olympischen Spielen 1960 auf dem Albaner See zusammen mit Renato Bosatta, Tullio Baraglia und Giancarlo Crosta in der Bootsklasse Vierer ohne Steuermann. Sie unterlagen im Vorlauf gegen das sowjetische Boot und qualifizierten sich über den Hoffnungslauf für das Finale. Dort gewann der Vierer aus den Vereinigten Staaten mit zweieinhalb Sekunden Vorsprung vor den Italienern, die ihrerseits eine knappe Sekunde vor dem sowjetischen Boot über die Ziellinie fuhren. 1961 trafen der sowjetische und der italienische Vierer in der gleichen Besetzung wie 1960 im Finale der Europameisterschaften erneut aufeinander, die Italiener gewannen die Goldmedaille vor dem Boot aus der Sowjetunion und dem Boot aus der Bundesrepublik Deutschland.
Bei den Europameisterschaften 1964 ruderten Franco De Pedrina, Giuseppe Galante, Emilio Trivini und Renato Bosatta mit dem Steuermann Giovanni Spinola im Vierer mit Steuermann, die Italiener erreichten den dritten Platz hinter den Booten aus der Sowjetunion und aus der Bundesrepublik Deutschland. Bei den Olympischen Spielen 1964 gewannen die drei Medaillengewinner der Europameisterschaften ihren Vorlauf. Im Finale siegte das bundesdeutsche Boot vor den Italienern und den Niederländern, die sowjetischen Europameister belegten hinter den Franzosen den fünften Platz.
Vier Jahre später gehörten Galante und Emilio Trivini zum italienischen Aufgebot für die Olympischen Spiele 1968 in Mexiko. Zusammen mit Romano Sgheiz, Luciano Sgheiz und Steuermann Mariano Gottifredi im Vierer mit Steuermann gewannen sie ihren Vorlauf und belegten im Halbfinale den dritten Platz hinter den Booten aus Neuseeland und den USA. Im Finale siegten die Neuseeländer vor dem Boot aus der DDR und den Schweizern. Eine halbe Sekunde hinter den Schweizern belegten die Italiener den vierten Platz.